# Hofraad
Een hofraad was in de middeleeuwen de adviesraad van een hoge wereldlijke of geestelijke gezagsdrager en nauw verbonden met diens hofhouding. In West-Europa komt een hofraad bij vele vorsten voor en deze maakten allemaal een grofweg vergelijkbare ontwikkeling door: het deel van de hofraad dat zich aanvankelijk bezighield met rechtspraak splitste zich gedurende de middeleeuwen af en werd een zelfstandig hooggerechtshof. In de 16e eeuw maakte de grote en algemene hofraad ten slotte plaats voor kleinere gespecialiseerde afdelingen of zelfstandige raden, waarvan de belangrijkste in veel landen de Raad van State heette. In islamitische landen bestonden vergelijkbare hofraden onder de naam Divan. Een lid van de hofraad krijgt het woord Hofraad als aanspreektitel toegevoegd aan diens naam.

## Historische ontwikkeling
In de middeleeuwen werden koningen en andere hoge wereldlijke en geestelijke gezagsdragers geadviseerd door raadsheren. Samen met de vorst vormden deze de raad (Latijn: curia of consilium) of hofraad, dit omdat de raadsheren doorgaans tevens tot de hofhouding van de vorst behoorden. Naargelang de positie van de betreffende vorst werd diens raad ook wel meer specifiek aangeduid als "koninklijke raad" (Latijn: curia regis), "hertogelijke raad", "grafelijke raad", enzovoort.
De hofraad werd voorgezeten door de vorst of zijn plaatsvervanger en werd naar behoefte en believen samengesteld uit vertrouwelingen, leden van de hofhouding en andere vrije personen. De raad kwam alleen bijeen op verzoek van de vorst en had dus nog een tijdelijk karakter en ook was er nog geen echt vaste vorm. Omdat vorsten in de middeleeuwen vaak nog geen vaste residentie hadden reisden ook de raadsheren met hen mee.
Aangezien in de middeleeuwen nog geen sprake was van een scheiding der machten, had een vorst zowel de wetgevende, uitvoerende als rechtsprekende bevoegdheid en adviseerde ook de hofraad hem op al die drie gebieden. In de 15e eeuw treedt er een specialisatie op en komen er afdelingen of zelfs aparte raden voor politieke, rechtsprekende en financiële zaken. Wat de wetgevende bevoegdheid van de vorst betreft had de hofraad voornamelijk een adviserende functie. De wetgeving zelf kwam in de middeleeuwen hoofdzakelijk tot stand in samenwerking van de vorsten en de staten- of standenvergadering.
De tijdelijke en ambulante hofraden groeiden in de 16e eeuw uit tot permanente en zelfstandige instellingen met eigen bevoegdheden en verantwoordelijkheden. In de Nederlanden kwamen er bijvoorbeeld de Raad van State, de Geheime Raad en de Raad van Financiën.

## Frankrijk
In Frankrijk vroeg de koning aanvankelijk advies aan vazallen en geestelijken uit zijn entourage, die ook wel zijn familia genoemd werden. In de 12e eeuw kreeg dit overleg een vaste vorm in de koninklijke hofraad (Latijn: curia regis), die een wisselende samenstelling uit de belangrijkste geestelijken en edelen van het rijk kende. Ook was het gebruikelijk dat de kroonprins, de dauphin, aan de beraadslagingen deelnam, maar andere leden van de koninklijke familie niet, aangezien die al gauw verdacht werden van intriges.

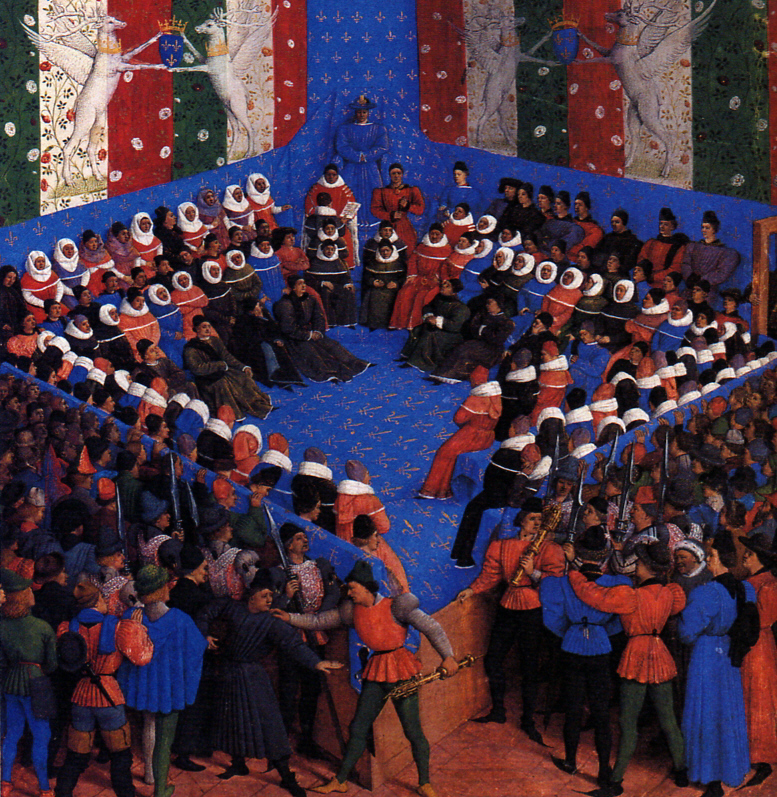
Het Parlement van Parijs onder koning Karel VII, eerste helft 15e eeuw.

Wanneer de hofraad recht sprak en als gerechtshof fungeerde dan konden de leden dat doen als gelijken, Pairs, van de koning of als raadgevers van de alleen rechtsprekende koning. De rechtsprekende hofraad werd in 1239 voor het eerst pallamentum genoemd en al gauw werd de Latijnse term parlamentum gebruikt voor wanneer de curia in naam van de koning rechtsprak.
Net als de hofraad kwam ook dit parlement aanvankelijk alleen bijeen waar en wanneer de koning het samenriep, maar in de 13e eeuw kreeg het een vaste zittingsperiode van Allerheiligen tot Pinksteren en een vaste zetel in Parijs en heette sindsdien het Parlement van Parijs. In 1254 werd het Parlement gescheiden van de koninklijke hofraad.
In de 14e eeuw werd de algemene opvatting dat de koning niet mocht besluiten zonder een goede en zorgvuldige beraadslaging (bonne et mûre délibération) met zijn hofraad. In oorkondes kwam dit tot uitdrukking wanneer de tekst eindigde met de frase dat het besloten was door "de koning in zijn raad" (le roi en son conseil).
Tot in de 15e eeuw behield de feodale adel grote invloed in de koninklijke raad, maar geleidelijk aan werden voor specialistische zaken steeds vaker universitair geschoolde juristen ingeschakeld. Zij waren afkomstig uit de lagere adel of de burgerij en konden door hun ambt uitgroeien tot ambtsadel (noblesse de robe).
Had de hofraad van koning Karel V in de 14e eeuw nog 12 leden, die van Frans I telde begin 16e eeuw al zo'n 70 personen. Voor een effectieve en efficiënte beraadslaging werden de belangrijkste staatszaken echter besproken in een kleinere raad van 6 leden of nog minder.
Binnen de hofraad kwam al in de 13e eeuw een kleinere raad voor onder de naam Conseil étroit of Conseil secret. Daartegenover werd de grotere hofraad aangeduid als Grand Conseil, die verantwoordelijk bleef voor juridische en financiële zaken.
Een deel van de grote hofraad ging zich in de 15e eeuw bezighouden met bijzonder omstreden juridische zaken en werd door koning Karel VIII in 1497 van de hofraad afgescheiden. Dit werd een zelfstandig hooggerechtshof onder de naam Grote Raad of Grand Conseil.
Het resterende deel van de hofraad, bestaande uit zo'n 50 tot 60 raadsheren, hield zich voortaan hoofdzakelijk bezig met politieke, bestuurlijke en financiële aangelegenheden en werd de Gewone Raad (Conseil Ordinaire) of Raad van State (Conseil d'État) genoemd. Deze raad verloor echter snel aan betekenis, aangezien hij ook niet meer door de koning werd bijgewoond, maar nog slechts door de kanselier werd voorgezeten.
Vanuit de grote Gewone Raad werden in de loop van de 16e eeuw de volgende gespecialiseerde raden gecreëerd: de Conseil des Affaires voor politieke, diplomatieke en militaire zaken, de Conseil des Finances voor financiële zaken en de Conseil d'État Privé of Conseil des Parties voor bepaalde juridische zaken.
Deze laatste Geheime Raad van State fungeerde als een hof van cassatie voor de uitspraken van andere gerechtshoven, waaronder het Parlement van Parijs en de Grote Raad. In de 17e eeuw werd deze raad ook verantwoordelijk voor de administratieve geschillen die tot dan toe door de Conseil d'État et des Finances werden behandeld. Als zodanig vormde deze raad de voorloper van de moderne Franse Raad van State.

## Bourgondië en de Nederlanden
Naar het Franse voorbeeld stelde ook de Bourgondische hertog Filips de Stoute in 1385 een hofraad in, bestaande uit zowel hoge adellijke als geestelijke raadsheren. Hoofd van deze hofraad was de kanselier, die tevens leiding gaf aan de kanselarij. Zowel de hofraad als de kanselarij hadden nog geen vaste residentie, maar volgden de vorst op zijn reizen. De ridders van de in 1430 opgerichte Orde van het Gulden Vlies waren in deze hoedanigheid eveneens lid van de hofraad.

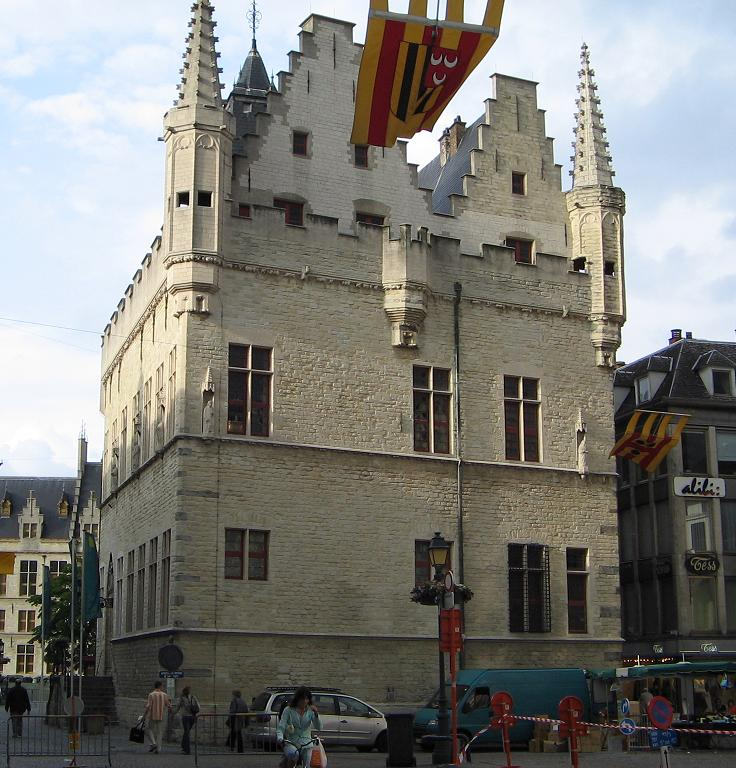
Het schepenhuis te Mechelen, zetel van het parlement tussen 1473 en 1744 en van de Grote Raad tussen 1504 en 1609

Rond het midden van de 15e eeuw ging een aparte groep binnen de hofraad zich speciaal bezighouden met het rechtspreken uit naam van de vorst. Hieruit ontstond de Grote Raad van Mechelen, die in 1473 Mechelen als vaste residentie kreeg. De Grote Raad werd in 1477 tijdelijk opgeheven en in 1504 opnieuw in Mechelen gevestigd. Het andere deel van hofraad werd sindsdien ook wel de Grote Raad nevens de Vorst genoemd, maar verloor allengs aan betekenis.
Binnen de grote groep van de hofraad had zich namelijk een kleinere Geheime Raad gevormd, bestaande uit enkele edelen, aangevuld met juristen van burgerlijke afkomst en onder leiding van een eigen hoofd. Deze Geheime Raad kwam aanvankelijk alleen bij gelegenheid bijeen, maar functioneerde sinds 1507 permanent en kreeg op 23 juli 1517 een eigen instructie.
Toen landsheer Karel V in 1517 naar Spanje vertrok nam hij enkele leden van Grote Raad nevens de Vorst mee. De overige leden en de Geheime Raad bleven in de Nederlanden achter om de landvoogdes bij te staan. De met Karel meegereisde raadsheren werden in 1523 opgenomen in de nieuw opgerichte Staatsraad, die aanvankelijk bedoeld was voor al Karels rijken, maar al gauw tot Spaanse zaken beperkt werd.
Nadat Karel V in 1530 in de Nederlanden was teruggekeerd reorganiseerde hij het centrale bestuur. Daarbij werden per 1 oktober 1531 de restanten van de vroegere hofraad, de Geheime Raad en de financiële functionarissen vervangen door de drie nieuwe Collaterale Raden: de Raad van State, de Geheime Raad en de Raad van Financiën. Deze raden waren permanent in de Nederlanden gevestigd en zouden bij afwezigheid van de landsheer onder leiding staan van diens landvoogd.
Op gewestelijk niveau bleven de vroegere hertogelijke en grafelijke hofraden voortbestaan, maar beperkte hun taak zich meer en meer tot de rechtspraak, omdat het politieke en financiële beleid zich naar de hofraad en later de Collaterale Raden in Brussel verplaatst had. Een voorbeeld is de grafelijke raad van Holland, die zich tot het Hof van Holland ontwikkelde. Deze gewestelijke hoven leven met hun functie als beroepsinstantie en via de term "hof" nog voort in de huidige gerechtshoven.

## Heilige Roomse Rijk
In het Heilige Roomse Rijk hadden de Duitse koningen en Roomse keizers, alsmede de hoge wereldlijke en geestelijke vorsten en andere landsheren een algemene adviesraad die als hofraad (Hofrat) werd aangeduid. Al vrij vroeg sprak men echter al van een hofgerecht (Hofgericht), wanneer (een deel van) de vorstelijke raad speciaal bijeenkwam om recht te spreken. Keizer Frederik II richtte in 1235 bij de Mainzer Landvrede het koninklijke/keizerlijke hofgerecht of rijkshofgerecht (Reichshofgericht) op, met een hofrechter (Hofrichter) als plaatsvervangend voorzitter.
Tegenover dit vorstelijke hofgerecht van hovelingen stond het landgerecht (Landgericht), dat was samengesteld uit vrije onderdanen, met name edelen. De bevoegdheidsverdeling en de verhouding tussen hofgerecht en landgerecht wisselde van tijd tot tijd en van gebied tot gebied.
Omdat de keizers uit het huis Habsburg in de 15e eeuw ook buiten het Rooms-Duitse Rijk verbleven werd bij de Rijkshervorming van 1495 het permanent in Duitsland gevestigde Rijkskamergerecht opgericht. Omdat de keizer desondanks zelf de hoogste rechter bleef en hij geen afstand van die bevoegdheid wilde doen, richtte keizer Maximiliaan I in 1497/'98 een aan zijn persoon verbonden Rijkshofraad (Reichshofrat) op.
De in de Nederlanden geboren keizer Karel V begon zijn regeerperiode met de Bourgondische hofraad en vormde daaruit een persoonlijke raad van wisselende samenstelling. Omdat hij meestal buiten het Rooms-Duitse Rijk verbleef, werden aan deze raad vanuit Duitsland alleen bijzondere gevallen voorgelegd. Nadat Karels broer Ferdinand I in 1531 tot Rooms-Duits koning was gekroond en tot plaatsvervanger was benoemd, richtte deze een eigen hofraad op, aanknopend bij die van Maximiliaan. Deze raad zou als Rijkshofraad, verbonden aan het keizerlijk hof in Wenen, blijven voortbestaan tot het einde van het Heilige Roomse Rijk in 1806.
Anders dan het Rijkskamergerecht fungeerde de (Rijks)hofraad onder Maximiliaan I, Karel V en Ferdinand I nog niet volgens strikte gerechtelijke procedures, maar probeerde het de zaken meer informeel en via bemiddeling te schikken. Juridisch ingewikkelde zaken konden worden doorverwezen naar het Rijkskamergerecht, zwaarwegende zaken ter beslissing worden voorgelegd aan de keizer zelf (votum ad imperatorem).
In Duitstalige gebieden werden de leden van een Hofraad eveneens Hofrat genoemd, een titel die, net als Geheimrat, later ook een ambtstitel werd voor velerlei hoge ambtenaren die geen zitting in de eigenlijke Hofraad, resp. Geheime Raad hadden. In Oostenrijk is Hofrat nog steeds een titel voor hoge ambtenaren, maar kan daarnaast door de Oostenrijkse bondspresident ook als eretitel aan niet-ambtenaren worden verleend.

## Heilige Stoel
Als hofraad van de paus fungeerde in de middeleeuwen het consistorie, bestaande uit kardinalen als zijnde zijn voornaamste raadgevers. Als belangrijkste geestelijken van Rome werden de kardinalen vermoedelijk al sinds de 3e eeuw door hun bisschop, de paus, geraadpleegd. Dit leidde ertoe dat in 1059 bepaald werd dat voortaan alleen kardinalen een nieuwe bisschop en daarmee dus een nieuwe paus mochten kiezen.
Het college van paus en kardinalen sprak aanvankelijk ook recht. Geschillen die de paus niet zelf wilde beslissen of niet aan zijn kardinalen wilde overlaten, werden rond het jaar 1000 overgelaten aan de pauselijke kapelaans (Cappellani Papae). Aanvankelijk waren zij alleen bevoegd de zaken aan te horen (audire causas), en worden om die reden tot op heden "auditor" genoemd. Paus Innocentius III (1198-1216) gaf hen ook de bevoegdheid oordelen te vellen, maar pas in de 14e eeuw groeide dit hof van kapelaans uit tot een zelfstandige instelling, die bekend kwam te staan als de Romeinse Rota.
Voor zwaardere politieke en religieuze vraagstukken riep de paus aanvankelijk provinciale concilies bijeen, die alle Italiaanse bisschoppen omvatten. Paus Innocentius II begon echter in plaats daarvan in 1141 met het "in consistorie" raadplegen van de kardinalen. Daardoor werden er na het eind van de 12e eeuw geen provinciale concilies meer gehouden. Het College van Kardinalen werd hiermee een soort senaat van de Kerk, vergelijkbaar met het kapittel van kanunniken dat in vele bisdommen de bisschop koos en adviseerde.
Omdat de paus niet alleen bisschop van Rome was, maar tegelijk de opperherder van de gehele Latijnse Kerk, werden ook in de consistorievergaderingen van het College van Kardinalen alle mogelijke zaken besproken, zowel van kerkelijke, religieuze als politieke aard. Met de toenemende macht en invloed van het pausschap, nam ook de noodzaak tot het raadplegen van de kardinalen sterk toe. Reeds aan het begin van de 13e eeuw vergaderde het driemaal per week. Het aantal kardinalen lag in de late middeleeuwen tussen de twintig en dertig, maar daalde soms tot onder tien.
Mede door de problemen die de Reformatie veroorzaakte, nam in de 16e eeuw het aantal zaken waarover de paus diende te beslissen dermate toe, dat het College van Kardinalen die niet meer alleen aankon. Paus Sixtus V schafte daarom in 1588 het consistorie als algemeen adviesorgaan af en stelde diverse gespecialiseerde congregaties in. Dit waren commissies bestaande uit enkele kardinalen en deze zouden uitgroeien tot de "ministeries" van de Romeinse Curie. Het volledige consistorie werd voortaan alleen nog bijeengeroepen voor heiligverklaringen en de creatie van nieuwe kardinalen.